# Barry Galbraith
Barry Galbraith, de son vrai nom Joseph Barry Galbraith, né le 18 décembre 1919 à Pittsburgh en Pennsylvanie et mort le 13 janvier 1983 à Burlington dans le Vermont, est un guitariste de jazz américain.

## Biographie
Au début des années 1940, installé à New York, Barry Galbraith joue dans les formations de Red Norvo, Art Tatum ou Teddy Powell avant de faire l'armée. À son retour à la vie civile, il fait partie de 1946 à 1949 de l'orchestre de Claude Thornhill, un ensemble dont il avait déjà été membre de 1941 à 1942.
À partir des années 1950, il travaille en studio, et fait partie de nombreuses sessions d'enregistrement, pour les orchestres de Gil Evans ou de Larry Sonn, pour des chanteurs, tels qu'Ella Fitzgerald, Mel Tormé ou Tony Bennett. Il enregistre avec des combos de jazz moderne new yorkais, tels ceux de Hal McKusick ou Eddie Bert. Dans les années 1970, il se retire du milieu musical et devient professeur.

## Discographie partielle

### Comme sideman
- 1955 : Eddie Bert : Let's Dig Bert, Trans-World Records TWLP-208
- 1955 : Hal McKusick : Hal McKusick Quartet, Bethlehem Records BCP-16
- 1956 : Hal McKusick : In a Twentieth-Century Drawing Room, RCA Records LPM-1164
- 1958 : Billie Holiday : Lady in Satin, Columbia Records
- 1958 : Michel Legrand : Legrand Jazz, Columbia Records
- 1961 : George Russell : Jazz in the Space Age, Decca Records DL 9219
- 1961 : Mark Murphy : Rah !, Riverside Records RLP 395
- 1963 : Willie Rodriguez : Flatjacks, Riverside Records #9331
- 1967 : Astrud Gilberto : Beach Samba, Verve Records

## Sources
- Ron Wynn, courte biographie sur le site Allmusic.com.